# Laurent Hirn
Pour les articles homonymes, voir Hirn.
Laurent Hirn, né le 5 avril 1963 à Châlons-sur-Marne, est un dessinateur de bande dessinée français.

## Biographie
Après son bac (génie civil), il est entré à l'École supérieure des arts décoratifs de Strasbourg et s'intéresse à l'illustration et l'illustration médicale avant d'intégrer l'atelier de Claude Lapointe, où il se spécialise en bande dessinée. Son diplôme obtenu, il accepte des contrats pour chez divers éditeurs (Milan, Nathan, Larousse…) où il réalise des illustrations pour les livres de poche.
En janvier 1990, par l'intermédiaire de Béhé, il rencontre Luc Brunschwig et tous deux publient la série Le Pouvoir des innocents chez Delcourt dans la collection Neopolis entre 1992 et 2002. Le dessinateur emploie un trait réaliste. La série initiale comprend cinq volumes. Un second cycle, Car l'enfer est ici, est publié entre 2011 et 2018, avec le même scénariste et sur un dessin de David Nouhaud, Laurent Hirn et Thomas Priou. Il s'agit d'un « thriller politico-socio-humaniste », dont la qualité obtient un accueil positif sur BD Gest'. Un troisième cycle, Les enfants de Jessica, est publié en 2011-2012, toujours avec Brunschwig, et accueilli favorablement.
Le dessinateur reprend une collaboration avec Brunschwig pour Le Sourire du clown, trilogie publiée entre 2005 et 2009.
En 2013, il collabore au film documentaire L'Embuscade de Jérôme Fritel, où figurent ses dessins.

## Publications

### Bandes dessinées
- Le Pouvoir des innocents (série terminée)
  - Tome 1 : Joshua - scénario de Luc Brunschwig (1992)
  - Tome 2 : Amy - scénario de Luc Brunschwig (1994)
  - Tome 3 : Providence - scénario de Luc Brunschwig (1996)
  - Tome 4 : Jessica - scénario de Luc Brunschwig (1998)
  - Tome 5 : Sergent Logan - scénario de Luc Brunschwig (2002)
- Le Pouvoir des innocents (Delcourt)  Intégrale
- Le Sourire du clown (Futuropolis), scénario Luc Brunschwig
  - Tome 1
  - Tome 2
  - Tome 3
- Le Sourire du clown Intégrale, Futuropolis ; scénario Luc Brunschwig
- Car l´enfer est ici - Le Pouvoir des innocents Cycle 2 Futuropolis, scénario Luc Brunschwig ; dessins et couleurs Laurent Hirn et David Nouhaud
  - Tome 1 : 508 Statues souriantes (2011)
  - Tome 2 : 3 Témoignages (2014)
  - Tome 3 : 2 Millions de voix (2015)
  - Tome 4 : Deux visions pour un pays (2016)
  - Tome 5 : 11 septembre (2018)
- Les enfants de Jessica - Le Pouvoir des innocents Cycle 3 Futuropolis ; scénario Luc Brunschwig
  - Tome 1 : Le Discours (2011)
  - Tome 2 : Jour de deuil (2012)
  - Tome 3 : Sur la route (2019)
  - Tome 4 : Guerre civile (2021)

### Jeunesse
- Les Naufragés du Bounty, texte de Giorda, éditions Milan
- L’Aventure a les pieds mouillés, éditions Milan
- Cap sur Ormuz, scénario de Albéric de Palmaert, éditions Fleurus
- De Gaulle raconté aux enfants, texte de Henri Amouroux, éditions Perrin
- Sixty bloc, texte de Luc Brunschwig, codessiné par Michel Crespin et Edmond Baudoin
- Urban Games. Tome 1, codessiné par Jean-Christophe Raufflet et Laurent Cagniat, éditions Humanoïdes associés
- La Menace des pierres, texte de Emmanuel Viau, éditions Bayard Presse
- Alerte au fond des mers, texte de Bertrand Fichou, éditions Bayard Presse
- Face aux tigres, texte de Timothée Duboc, éditions Bayard Presse
- L’Île de la révolte, texte de Jean-Claude Belfiore, éditions Bayard Presse
- Le Labyrinthe du Chevalier de Cornador, texte d'Arthur Ténor, éditions Lito

## Filmographie
- L'embuscade (2013), réalisation : Jérôme Fritel ; réalisation des animations : Sébastien Dupouey ; illustrations : Laurent Hirn ; montage : Bruno Joucla ; image : Jean-Luc Bréchet ; Prod. : Brother Film